# Guatusos
Los guatusos o maleku son una etnia amerindia de Costa Rica. Su idioma es conocido como maleku lhaíca, hablado por el 70 % de la población autóctona. Se ubican en las llanuras del norte del país, específicamente en los cantones de Guatuso y San Carlos, provincia de Alajuela. Se encuentran distribuidos en tres comunidades principales: Palenque Margarita, Palenque Tonjibe y El Sol.
Su vivienda era muy particular por ser sin paredes y con techos de palma. Su actividad económica es la agricultura de granos básicos. Los guatusos conservan sus rasgos físicos y culturales. Es uno de los grupos indígenas más pequeños del país, conformado entre 600 y 1000 personas. Sin embargo, los extranjeros han entrado en la comunidad, debido a su extrema cercanía a centros poblados no indígenas.
Antes de la colonización española, su territorio se extendía hacia el norte hasta el volcán Rincón de la Vieja, e incluyó al lago de Cote y al río Celeste al oeste y al volcán Arenal al sur como sitios sagrados.

## Territorio
En el siglo XIX, el territorio histórico de los maleku se extendía unos 1100 km² (kilómetros cuadrados) principalmente alrededor de la cuenca del río Frío, una zona rica en diversidad ambiental y riqueza biológica. Esta región, que constituye el 6.6 % del territorio nacional, cuenta con el 5 % de toda la biodiversidad del país, y el 45.6 % de todas las especies de mamíferos, reptiles, anfibios y aves identificados en Costa Rica. Esto brindó a la población maleku los recursos básicos necesarios para sobrevivir y cubrir sus necesidad de ropa, alimentación, medicina y techo. Las partes bajas de los ríos Pataste, Patastillo y La Muerte fueron el corazón de la región cultural maleku. En la actualidad, se considera a Tonjibe como la cuna de esta cultura.
La posterior colonización y el avance agrícola, la deforestación, la expansión de monocultivos comerciales, la canalización y el drenaje de humedales y la usurpación de tierras han modificado de forma dramática el ambiente cultural y el paisaje natural de los maleku, obligándoles a abandonar sus métodos tradicionales de subsistencia por el trabajo asalariado y otras actividades comerciales de mercado.
De los 23 palenques documentados en el siglo XIX, hoy solamente quedan tres.
| Nicaraos Ramas Corobicíes Nicoya (chorotegas) Océano Pacífico Guatusos Botos Valle Central (huetares) Quepoa Mar Caribe Suerres Pococes Bribris Talamanca Cabécares Coctú Borucas Guaimíes |

## Historia
Es poco lo que se sabe de la historia del pueblo maléku antes de la llegada de los españoles a Costa Rica en el siglo XVI. Se encuentran emparentado con los indígenas rama de Nicaragua. Al sur del lago de Nicaragua y hasta la vertiente atlántica de Costa Rica, y cercadas por las Cordilleras Volcánica Central y de Guanacaste, se extienden tres bastas llanuras: las llanuras de los Guatusos, de Alajuela y de Tortuguero. Se sabe que entre los ríos San Carlos y Sarapiquí se extendía el cacicazgo de los botos, que probablemente incluía varios de los territorios que actualmente ocupan los maleku, ubicados entre los ríos Caño Negro y Pocosol. De todos modos, es sabido que el nombre de botos fue dado por los españoles al territorio ocupado por estos indígenas en las actuales llanuras de Guatuso. También, entre los ríos Kutria y Frío y los ríos Frío y Zapote, existían otras dos etnias amerindias: los tises y los katapas. Igualmente, otros pueblos de origen huetar, como los suerres y pococíes, habitaron las zonas correspondientes a las llanuras de Tortuguero.
Sin embargo, cabe señalar también que las llanuras de los Guatusos fue una de las tres regiones de Costa Rica que no logró ser dominada por los españoles durante la Conquista del país, junto a la cordillera de Talamanca y ciertas zonas del Pacífico sur costarricense. El área que se conoce como cacicazgo de los botos, ubicada al norte del Valle Central, se convirtió, durante las guerras de conquista, en zona de refugio para los indígenas huetares provenientes del Reino Huetar de Occidente y de los corobicíes provenientes de Guanacaste, que escapaban al dominio español, cruzando a través de las cordilleras Volcánica Central y de Guanacaste, respectivamente. Es muy probable que los maleku sean herederos de gran parte de las tradiciones de todos estos pueblos.
Aún para finales del periodo colonial en Costa Rica, las llanuras de los Guatusos permanecieron ajenas al control hispánico, salvo algunas incursiones de frailes franciscanos en labor misionera. Para 1719, al pueblo maleku se le conocía como los «indios guerreros de Río Frío». En 1750, el fraile Francisco Zepeda mencionaba la existencia de 500 ranchos de indios en los ríos afluentes del San Juan, y en 1778, el padre Tomás López describía la existencia de un grupo indígena, probablemente perteneciente a la etnia rama, compuesto de bravos guerreros, que vivían en la costa del río Frío. Es sabido que López se internó solo en el territorio de estos aborígenes luego de que su grupo fue recibido por una andanada de flechas y huyera: una tradición oral de los maleku habla de un cura que fue capturado en el río La Muerte y ejecutado posteriormente.
El interés por la región aumentó luego de la independencia de Centroamérica, cuando ingresaron, en el siglo XIX, los primeros buscadores de caucho. Entre 1870 y 1910, los números de los maleku fueron descendiendo considerablemente, en parte por la lucha contra los huleros venidos de Nicaragua o por enfermedades infectocontagiosas. Está documentada una batalla en el río La Muerte en 1868 entre huleros y malekus con fuerte impacto para estos últimos, en la cual murió su jefe de guerra, Urojua.

## Cultura

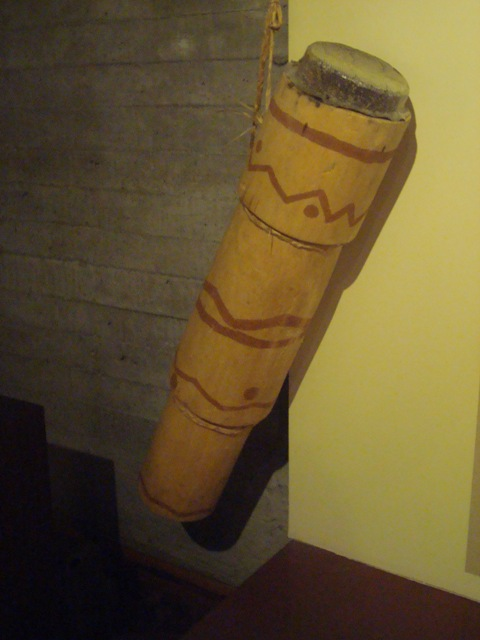
Tambor tradicional maléku (guatuso). Costa Rica.

Además de conservar su idioma, los maleku mantienen diversas prácticas culturales propias. Entre ellas se encuentran un sistema de enterramientos tradicional, cantos y danzas autóctonas, formas particulares de preparación de alimentos y de crianza infantil, así como métodos específicos para transportar cargas. También hacen uso del tambor, el arco y las flechas, y emplean hamacas y bolsas elaboradas con fibras vegetales tejidas.
Asimismo, conservan su propio sistema de cultivo y uso de plantas medicinales, el cual forma parte integral de su conocimiento ancestral y cosmovisión.

### Religión
Sus creencias religiosas se basan en tabúes alimenticios y ceremonias especiales que incluyen la bebida de chicha, danzas y cantos. Dos danzas tradicionales son el napuratengeo y la nakikonarajari, donde hombres y mujeres, tomados de las manos, bailan al sonido de flautas, tambores, maracas y cánticos, con un cantor principal que lleva la tonada y el resto pronuncia un estribillo. 
Su religión cuenta con muchos dioses, llamados Tócu maráma, los cuales están relacionados con la gran cantidad de ríos que surcan su territorio. Los principales dioses eran Nharíne Cha Cónhe, Aóre Cha Cónhe y Jáfara. Su mitología también incluía demonios (maíca maráma), siendo los más importantes Orónhcafa y Jára. La cuenca del río Frío (Ucúrinh en maleku iháica) ha sido fundamental en la supervivencia y en el desarrollo cultural de este pueblo. Las partes altas de los ríos Frío, Venado, Cucaracha, La Muerte, Pataste, Buenavista y Samen son consideradas sagradas. El agua tiene un importante significado religioso en sus creencias.

### Rituales funerarios
El maleku tradicionalmente entierra a sus muertos directamente en el interior de sus hogares, por lo que los muertos nunca se olvidan. Al vivir en casas de cemento, el maleku han tenido que adquirir un permiso especial del gobierno costarricense para enterrar a sus muertos en sus patios traseros.

### Artesanía
Los maleku cuentan con una importante tradición artesanal, donde destaca la elaboración y decoración de máscaras y tambores, generalmente con motivos de animales: las lapas rojas representan la fidelidad; el tucán, la belleza interna de la mujer; el búho es el guía de los viajes nocturnos; el jaguar, la audacia o la inteligencia; la serpiente de coral, solamente la pueden llevar los chamanes, por sus poderes curativos y su conocimiento de las plantas medicinales y los venenos; la mariposa morpho representa la buena suerte y la paz. La mayoría de los integrantes de las comunidades (incluidos los niños) hacen algún tipo de artesanía o ayudan a fabricarla cortando y preparando la madera y los frutos necesarios.

### Idioma
El idioma guatuso pertenece al grupo vótico de la familia de lenguas chibchas.
La palabra mal'eku significa «persona» y su plural es maleku marama, «nuestras personas». Los maleku conservan su propio idioma, conocido como idioma guatuso maléku lhaíca. Este es una lengua chibcha y se encuentra emparentada con la lengua rama de los indígenas de Nicaragua. El 70 % de los maleku domina tanto su lengua como el español. De ellos, muy pocos hablan todavía la lengua nativa habitualmente y se encuentra en serio peligro de extinción.
- Capi capi = significa hola o bienvenido y también significa pura vida
- afe-pakian = gracias
- hebet = no
- fufu = mariposa morfo
- niskak = pájaro
- pili = tucán
- pec-pen = rana
- gnou-ek = rana de ojos rojos
- ti-fakara = catarata
- irri mióten? = ¿cuál es su nombre?
- mióten ... = mi nombre es ...
- arrachapi cajuli = me gustaría una taza de café
- errekeki kerakou = vamos (a un lugar)
- ereke malehila = vamos a nadar

### Dieta
Su dieta tradicional consiste de varias plantas y animales de los bosques tropicales. Los animales incluyen una gran variedad de peces, tortugas e iguanas, cazados desde el río Frío y el río Sol, hasta Caño Negro. 
El maleku todavía caza iguanas por su carne y usa su piel para fabricar sus tambores tradicionales. Algunas plantas, aunque son levemente tóxicas, siguen siendo parte de una dieta tradicional maleku.

### Vivienda
El palenque fue el tipo de construcción habitacional más frecuente de los maléku. Los construían sin paredes, con techos de palma suita o corozo, de forma cuadrangular y sobre pilotes, donde vivían varias familias unidas por parentesco. Los maléku ya no viven en sus casas tradicionales, ya que los árboles necesarios para hacerlas están en peligro de extinción, ni tampoco usan sus trajes tradicionales. En la actualidad, las viviendas se construyen siguiendo las indicaciones de los proyectos gubernamentales, hechas de cemento y madera, techo metálico y piso de concreto, pero aún conservan un par de casas tradicionales que se utilizan para las ceremonias como atracciones turísticas.

## Situación actual

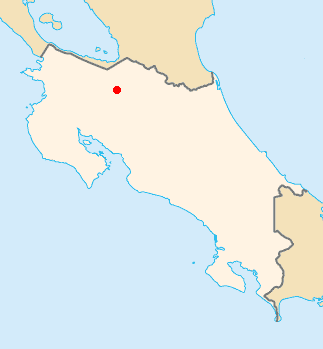
Localización de la reserva en Costa Rica.

Los maleku son la comunidad indígena más pequeña de Costa Rica. En la actualidad, quedan solamente 3 palenques: Margarita, Tonjibe y El Sol, todos ubicados en la Reserva Indígena Guatuso a 6 km de San Rafael de Guatuso. Entre su problemática actual, se puede enumerar:
- La tenencia de tierras: de las 2993 hectáreas de la reserva, la tenencia real alcanza las 606 hectáreas.

- Problemas de vías de acceso a sus comunidades.

- Reparación de puentes.

- Deterioro del medio ambiente.

- Falta de centros de salud cercanos.

- La ausencia de fuentes de empleo.

El maleku utiliza la mayor parte del dinero que gana para volver a comprar la tierra que consideran suya, ya que su reserva es en realidad más pequeña que lo que se muestra en los mapas. Los campos de los alrededores han sido ocupados por colonos que han eliminado el bosque maleku para criar ganado.

### Economía
La economía maleku está basada en la producción agrícola, la cacería, la pesca y la artesanía, elaborada con materias primas naturales como jícaro, balsa, semillas, etc. En los últimos años, han desarrollado cierta actividad turística de tipo ecológico y cultural, con tours, caminatas y puestas de teatro donde representan varias de sus tradiciones y danzas.

### Turismo
Los maleku invitan a los turistas a visitar sus aldeas, aunque la mayoría de ellos prefieren verlos realizar ceremonias en la cercana ciudad de La Fortuna. 
Los turistas que visitan las aldeas, sin embargo, logran tener una mejor idea de la cultura maleku, aunque está algo disminuida en los tiempos modernos, por un fenómeno de transculturación. 
Se pueden visitar los jardines tradicionales de plantas curativas y admirar los animales que todavía habitan en el bosque, incluyendo tucanes, ranas y monos.